# Андриянов, Максим Владимирович
Макси́м Влади́мирович Андрия́нов (род. 28 мая 1980, Щербинка, Московская область, РСФСР, СССР) — российский следж-хоккеист. Серебряный призёр Паралимпийских игр 2014. Участник первенства Европы 2011 года. Двукратный чемпион страны (2011, 2012). Заслуженный мастер спорта России. Выступает за химкинский клуб «Феникс».

## Награды
- Медаль ордена «За заслуги перед Отечеством» I степени (17 марта 2014 года) — за большой вклад в развитие физической культуры и спорта, высокие спортивные достижения на XI Паралимпийских зимних играх 2014 года в городе Сочи.[2]